# Igor Lolo
Igor Alexandre Lolo (Adzopé, Costa de Marfil, 22 de julio de 1982) es un futbolista marfileño que juega como defensa.

## Clubes
| Club                  | País            | Año       |
| --------------------- | --------------- | --------- |
| ASEC Mimosas          | Costa de Marfil | 2002-2003 |
| K. S. K. Beveren      | Bélgica         | 2003-2004 |
| Metalurg Donetsk      | Ucrania         | 2004-2005 |
| Germinal Beerschot    | Bélgica         | 2005-2007 |
| K. R. C. Genk         | Bélgica         | 2007-2008 |
| Dnipro Dnipropetrovsk | Ucrania         | 2008-2009 |
| A. S. Monaco F. C.    | Francia         | 2009-2011 |
| F. C. Kuban Krasnodar | Rusia           | 2011-2013 |
| F. C. Rostov          | Rusia           | 2013-2015 |
| K. V. C. Westerlo     | Bélgica         | 2016      |

## Palmarés

### Títulos nacionales
| Título        | Club         | País  | Año  |
| ------------- | ------------ | ----- | ---- |
| Copa de Rusia | F. C. Rostov | Rusia | 2014 |